# Xã North Loup, Quận Valley, Nebraska
Xã North Loup (tiếng Anh: North Loup Township) là một xã thuộc quận Valley, tiểu bang Nebraska, Hoa Kỳ. Năm 2010, dân số của xã này là 429 người.